# Punta de trazar

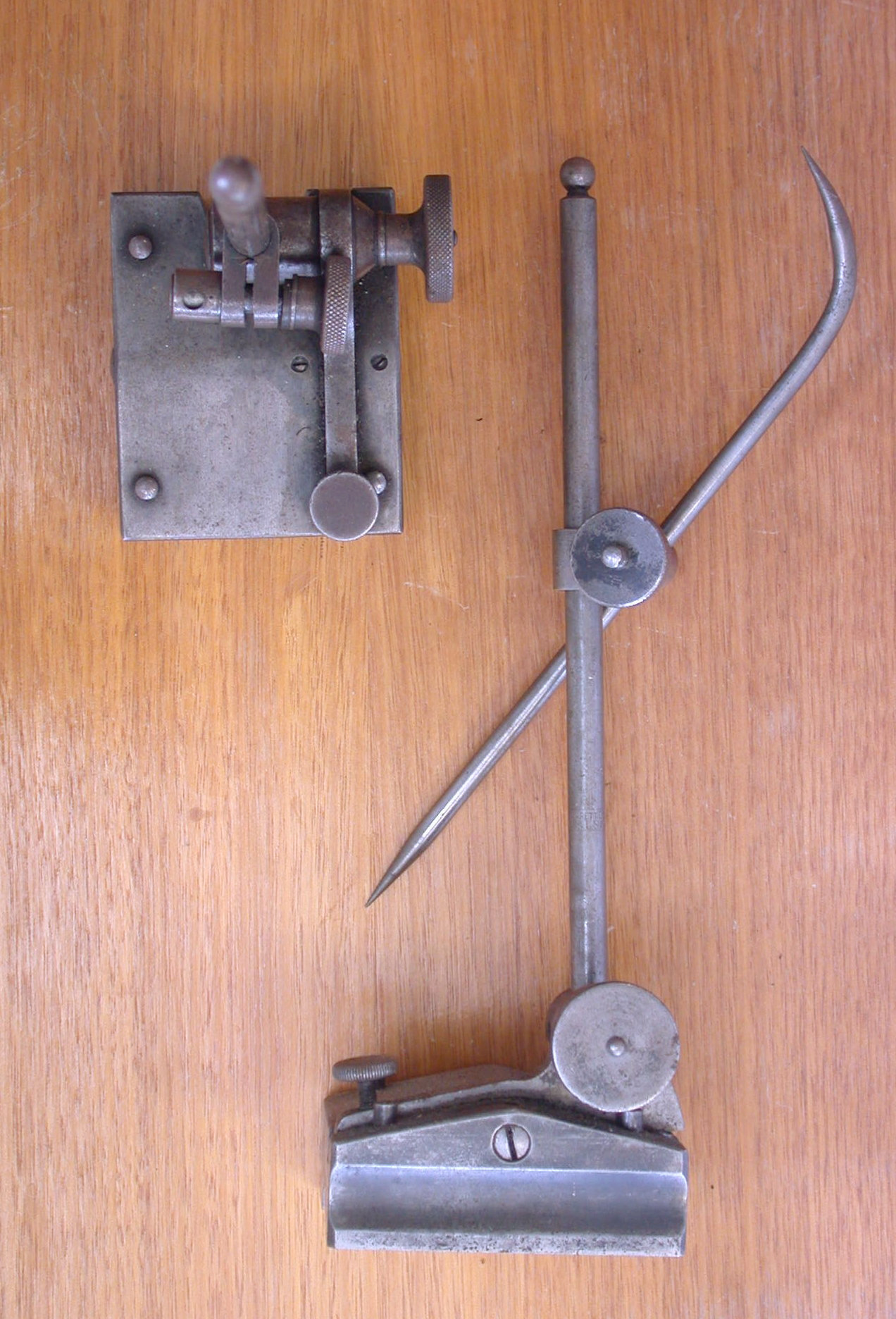
Punta de trazar

Se denomina punta de trazar a una herramienta manual de acero templado que tiene la forma de una varilla redonda delgada y una punta muy afilada.
Una punta de trazar es una herramienta que sirve para marcar piezas de metal antes de cortarlas o mecanizarlas. La punta del instrumento es de extraordinaria dureza por estar fabricada en acero templado o metal duro (vidia, por ejemplo).
- Esta herramienta se utiliza básicamente para el trazado y marcado de líneas de referencias, tales como ejes de simetría, centros de taladros, o excesos de material en las piezas que hay que mecanizar, porque deja una huella imborrable durante el proceso de mecanizado. Es, pues, una especie de lápiz capaz de rayar los metales.

- La punta de trazar se puede incorporar a un gramil para mejorar su eficacia.

El instrumento tiene forma de lápiz y cuerpo hexagonal, unas veces, o cilíndrico con textura moleteada, otras. Y en ocasiones no es más que una aguja de acero. Además, ciertos modelos de punta de trazar incluyen, como el bolígrafo común, un clip para sujetarla en los bolsillos de las prendas de ropa.
La punta de trazar es un útil de marcado. Se usa sobre todo para marcar chapa, rayar piezas metálicas, etc. Pero el puntiagudo marcador nos ocupa sirve también para marcar superficies de plástico o madera.